# Federative International Programme on Anatomical Terminology
Das Federative International Programme on Anatomical Terminology (FIPAT, deutsch Föderales internationales Programm zur anatomischen Terminologie) besteht aus einer Gruppe von Experten, die die Begriffe der morphologischen Strukturen des menschlichen Körpers überprüfen, analysieren und diskutieren, um eine einheitliche anatomische Nomenklatur zu erarbeiten und auf dem neuesten Stand der Wissenschaft zu halten.

## Historie
Das International Nomenclature Committee wurde 1936 in Mailand (Italien) gegründet und 1939 wieder aufgelöst. Es folgte 1950 in Oxford (Vereinigtes Königreich) das International Anatomical Nomenclature Committee (IANC). 1989 wurde das Komitee in Rio de Janeiro (Brasilien) von der International Federation of Associations of Anatomists (IFAA) erneut gegründet.
- Anlässlich der Generalversammlung des XIII. Kongresses für Anatomie wurde es in Rio de Janeiro als Nachfolger 1989 in Federative Committee on Anatomical Terminology (FCAT) umbenannt.
- Auf dem XV. Internationalen Anatomiekongress 1999 in Rom (Italien) erfolgte eine weitere Umbenennung  in Federative International Committee on Anatomical Terminology (FICAT).
- Anlässlich des XVII. IFAA-Kongresses 2009 nahm das Komitee in Kapstadt (Südafrika) den aktuellen Titel FIPAT an.[1][2]

## Tätigkeitsschwerpunkte
Die beteiligten Fachleute sind renommierte Professoren und Forscher mit Kenntnissen der medizinischen Terminologie. Sie halten regelmäßig Treffen in verschiedenen Ländern ab, wo sie die morphologische Terminologie in der Anatomie, Histologie und Embryologie des Menschen festlegen. Die Ergebnisse  wurden 1998 bezüglich der Anatomie und 2008 im histologischen Bereich publiziert. Die FIPAT erarbeitet derzeit die Terminologie beziehungsweise die Nomenklatur in der Embryologie.

## Ziele
Ziel ist es, eine gemeinsame Wissenschaftssprache zu erreichen, die eine internationale Integration ermöglicht und den wissenschaftlichen Austausch und den Fortschritt in den verschiedenen medizinischen Fachgebieten erleichtert. Dies wirkt sich weltweit auf Forschung, Lehre und medizinische Versorgung aus.